# Arquitectura d'Espanya

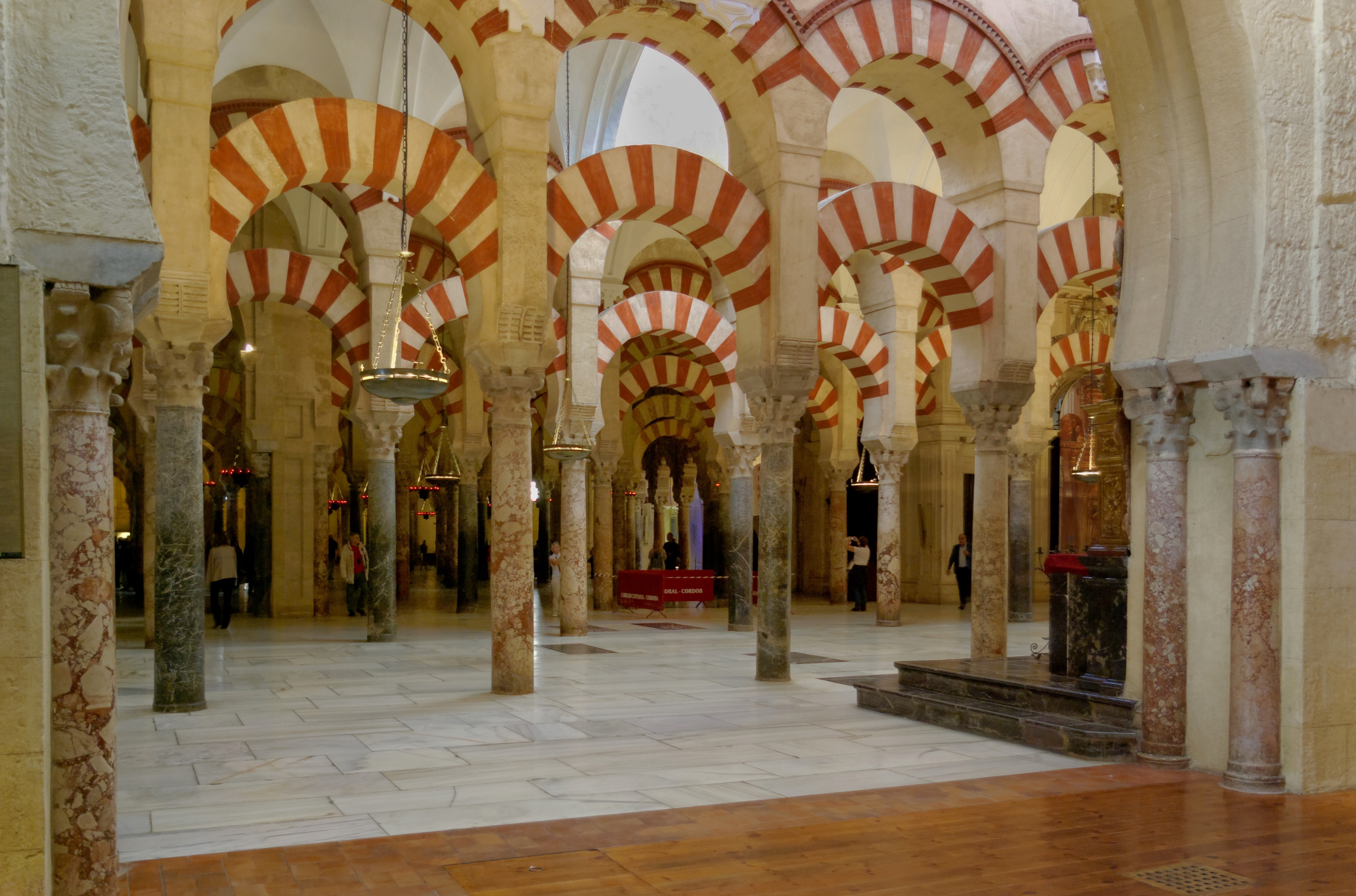
La Mesquita de Còrdova

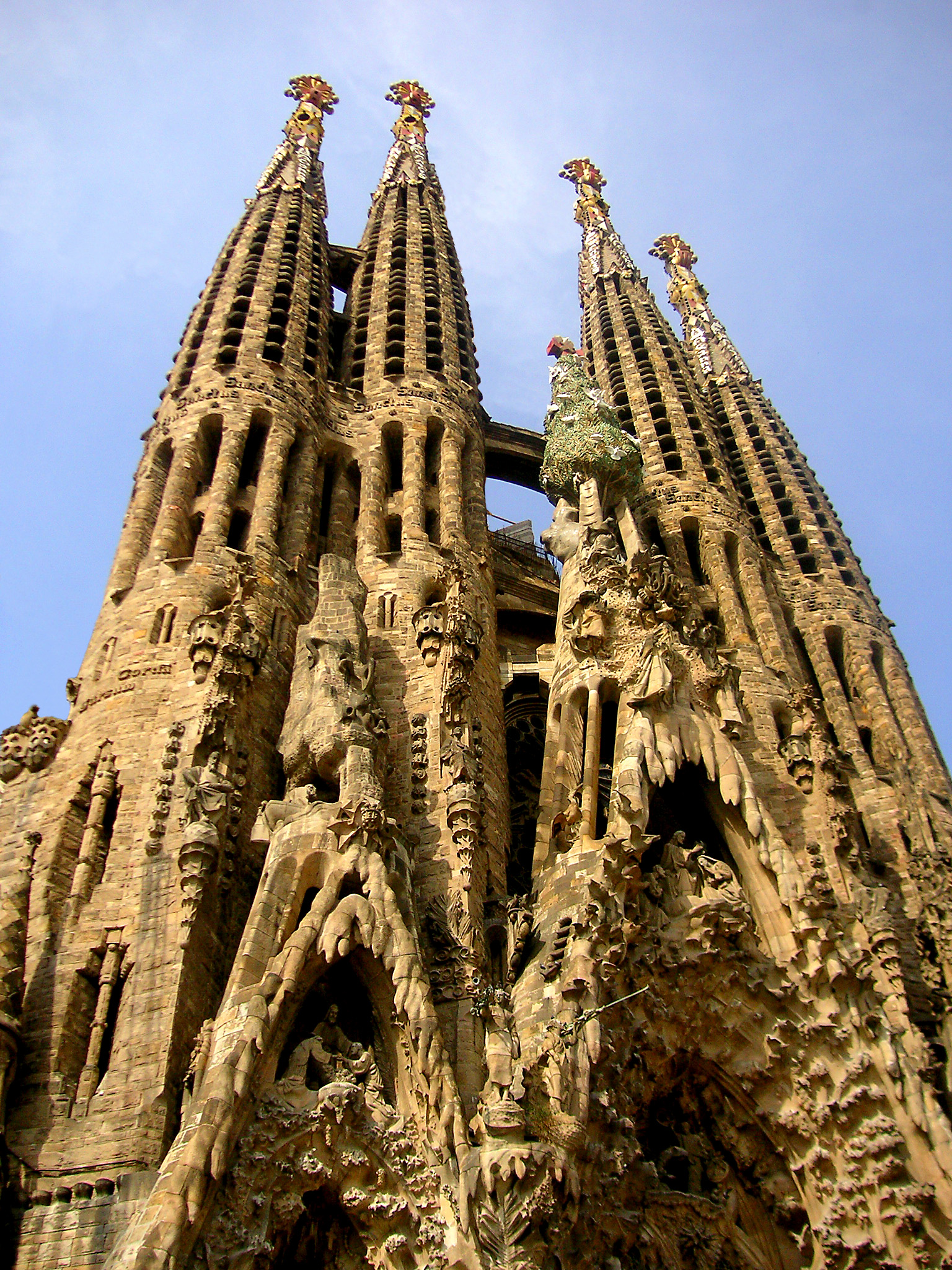
Església de la Sagrada Família de Gaudí, a Barcelona

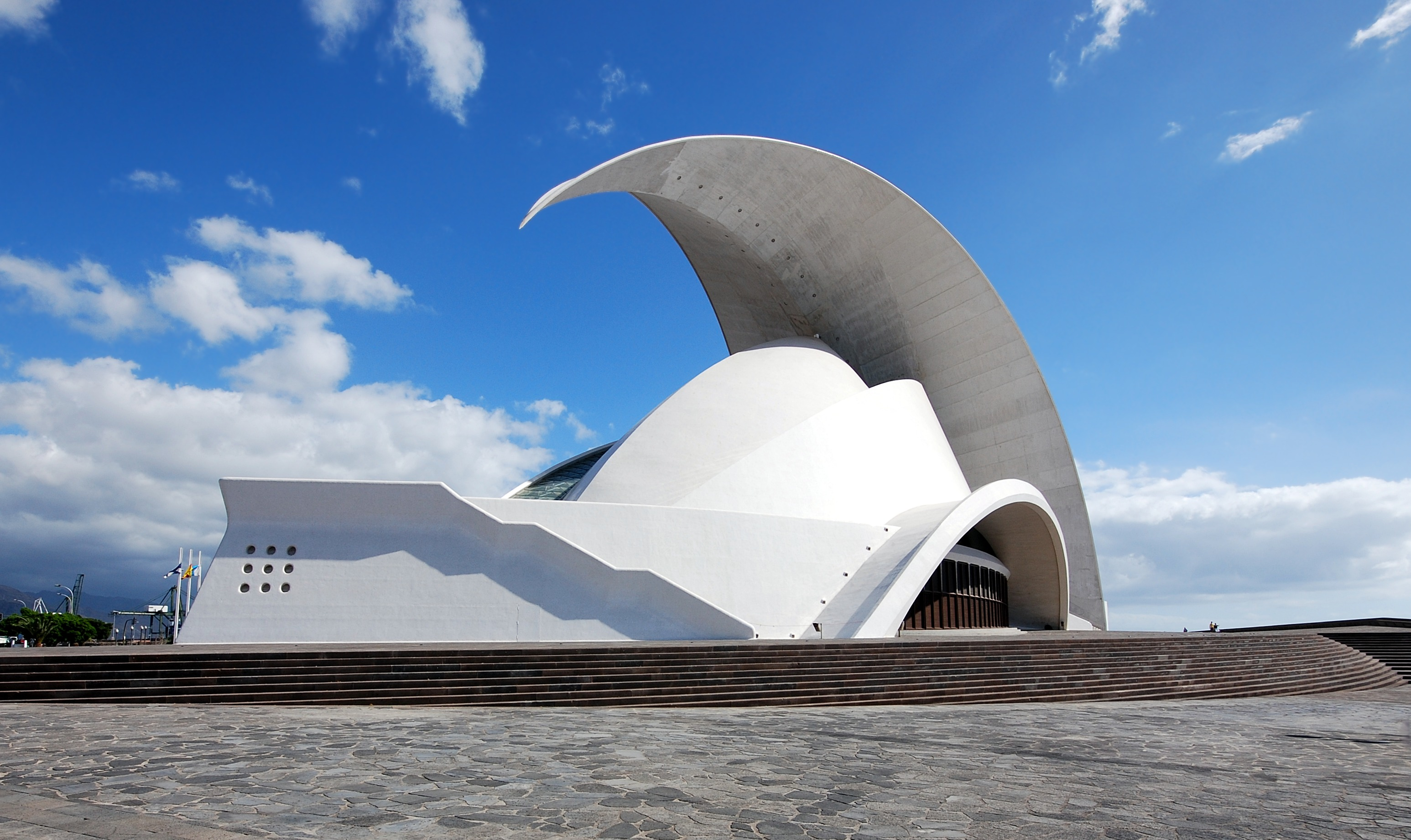
Auditori de Tenerife.

Per arquitectura d'Espanya s'entén l'existent en el que actualment és territori espanyol i la realitzada per arquitectes espanyols en el món. A causa de l'amplitud temporal i geogràfica que té la història d'Espanya, l'arquitectura espanyola ha tingut multitud d'influències i manifestacions.
Fins i tot des d'abans dels poblats que van poder descriure les fonts romanes (com els d'ibers, celtibers, càntabres…), existeixen en la península Ibèrica vestigis de formes arquitectòniques comparables a altres exemples de les cultures mediterrànies i d'Europa del nord.
Un autèntic desenvolupament va venir amb l'arribada dels romans, que van deixar enrere alguns dels seus monuments més impressionants en Hispania. L'arribada dels visigots va suposar una profunda decadència en les tècniques, igual que va ocórrer en la resta de l'imperi. La invasió àrab en l'any 711 va suposar un canvi radical en els següents vuit segles i va dur a grans avanços en la cultura, incloent-hi l'arquitectura. Còrdova, capital de la dinastia Omeia i Granada, de la Nassarí, van ser centres culturals d'extraordinària importància. Alhora, els regnes cristians van sorgir gradualment i van desenvolupar els seus propis estils, inicialment aïllats de les influències europees i més tard integrats en els corrents arquitectònics romànica i gòtica. L'estil mudèjar, del segle xii al XVII, es va caracteritzar per una barreja d'aquests corrents culturals.
Cap a finals del segle xv i abans d'influenciar a Amèrica Llatina amb l'arquitectura colonial, Espanya va experimentar amb l'arquitectura renaixentista, desenvolupada principalment per arquitectes locals (Pedro Machuca, Juan de Herrera, Andrés de Vandelvira…). El barroc espanyol es caracteritza sobretot per l'exuberant xorigueresc i es va distingir de les influències internacionals posteriors. L'estil colonial, que es va mantenir durant segles, àdhuc té una gran influència a Amèrica Llatina. El neoclassicisme va tenir el seu cim en el treball de Juan de Villanueva i els seus deixebles.
El segle xix va tenir dues facetes: l'esforç en enginyeria per a arribar a un nou llenguatge i millores estructurals amb ferro i vidre com principals materials, i el corrent acadèmic que primer es va enfocar en l'historicisme i l'eclecticisme i més tard en els regionalismes. L'entrada del modernisme en els corrents acadèmics va produir figures com Antoni Gaudí en l'arquitectura del segle xx. L'estil internacional va ser liderat per grups com el GATEPAC.
Espanya està sofrint una revolució dintre de l'arquitectura contemporània i els arquitectes espanyols com Rafael Moneo, Santiago Calatrava i Ricardo Bofill s'han convertit en referents internacionals.
Per la rellevància artística de moltes de les estructures arquitectòniques d'Espanya, incloent-hi parts senceres de ciutats, han estat designades Patrimoni de la Humanitat. El país posseeix el segon lloc en nombre de llocs declarats Patrimoni de la Humanitat per la UNESCO, superat solament per Itàlia.
El Centre Cultural Internacional Oscar Niemeyer es va inaugurar el 2011 a la ciutat d'Avilés, Astúries, convertint-se en l'única obra de l'arquitecte brasiler Oscar Niemeyer a Espanya.

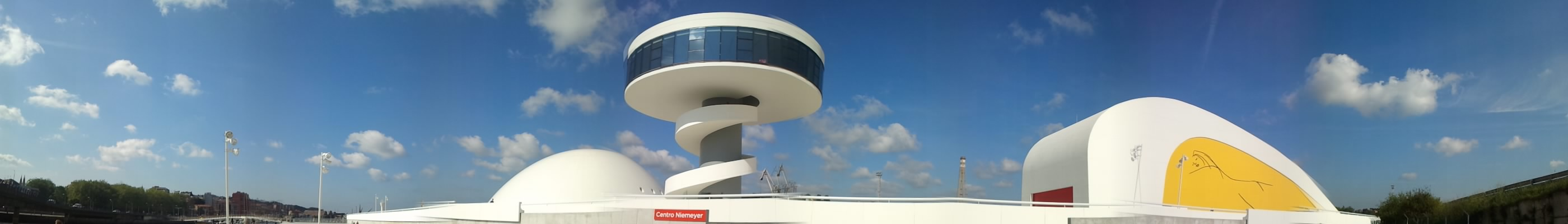
www.niemeyercenter.org